# Сваха (индуизм)
Сваха́ (санскр. स्वाहा, IAST: svāhā — «слава», «благодать», «благословение»; кит. трад. 薩婆訶, упр. 萨婆诃, пиньинь sàpóhē, палл. сапохэ; яп. 薩婆訶 совака; тиб. སྭཱ་ཧཱ།, Вайли soha), — в индуизме и буддизме богиня и сакральное слово, акцентирующее внимание и часто указывающее конец мантры.
Изначальное употребление термина «сваха» относится к древнеиндийскому ритуалу. Уже в Ведах так именовалась жертва, служившая пищей богам; в отличие от свадха, жертвы теням предков. Слово стало ритуальным возгласом при жертвоприношении.

## Богиня Сваха
В индуистском пантеоне Сваха является несовершеннолетней богиней и женой бога огня Агни. Она рассматривается как дочь Дакши. Иногда она представляется как жена Рудры.

## Сакральное слово
В ведийских ритуалах лексическая единица svāhā вставляется во время яджны в конце мантры, и в это время происходит подношение в огонь. В этом случае огонь (Агни) выступает посредником между материальным и духовным (психическим) миром. В северном буддизме лексическая единица svāhā присутствует во многих мантрах.